# عمارت نظامی کردکوی
عمارت نظامی کردکوی مربوط به دوره پهلوی اول است و در شهرکردکوی، خیابان شهید بهشتی، مدرسه نظامی واقع شده و این اثر در تاریخ ۲۷ اسفند ۱۳۸۶ با شمارهٔ ثبت ۲۲۶۸۲ به‌عنوان یکی از آثار ملی ایران به ثبت رسیده است.